# Anthocoris gallarumulmi
Anthocoris gallarumulmi — клоп родини Anthocoridae. Це Західно-Палеарктичний вид, що мешкає на галах листків бересту та живиться попелицями Eriosoma ulmi.

## Спосіб життя
Імаго Anthocoris gallarumulmi активні на заході сонця. Дорослі клопи й личинки полюють на попелиць на створених ними галах листків бересту та живиться попелицями Eriosoma ulmi. Вони також трапляються на попелице-листових галах Fraxinus excelsior, порічок (Ribes), Prunus spinosa, Crataegus monogyna. 
Самиця відкладає таку кількість яєць, щоб личинки, які з них вилупилися, не відчували дефіциту їжі.

## Економічне значення
Anthocoris gallarumulmi — це комахи-ентомофаги, які приносять користь у садах і на городах.
Під час спалахів Eriosoma ulmi на в'язах шорстких (Ulmus glabra) (2003) виявили, що природні вороги знищили 90 % попелиць. Anthocoris gallarumulmi був найефективнішим ентомофагом, що знищує попелиць, які трапляються в 80 % галлів.